# Hektogram
Hektogram kan även syfta på en produkt av en hektograf.
Hektogram, i vardagligt språk hekto, är en SI-enhet som motsvarar 102 gram, alltså hundra gram. SI-symbolen för hektogram är hg.
Namnet kommer från SI-prefixet hekto, som är lika med hundra.